# 道 カレラ・パンアメリカーナ
『道 カレラ・パンアメリカーナ』（La Carrera Panamericana）は、1992年にメキシコで開催された自動車レース、カレラ・パンアメリカーナの模様を描くビデオ作品。このフィルムはイアン・マッカーサーが監督を担当し、1991年のレースにピンク・フロイドのギタリストのデヴィッド・ギルモア、ドラマーのニック・メイスン、マネージャーのスティーヴ・オルークが出場する姿を映し、ピンク・フロイドの音楽だけをサウンドトラックとして収録した。1991年12月24日にBBC2で放送されている。
レース中にギルモアは衝突を起こし、ギルモアは無傷だったが、スティーヴ・オルーク（地図の読み手を務めたピンク・フロイドのマネージャー）が足を骨折した。メイスンは共同ドライバーのイングランド人オートレーサー、ヴァレンタイン・リンジーとともに総合8位でフィニッシュした。

## 音楽
音楽は、以前にリリースされたピンク・フロイドのマテリアル（サウンドトラックに再編集）とビデオ用に作曲されたマテリアルを組み合わせたものである。このビデオ用に作曲された楽曲は、リチャード・ライトが1990年にバンド再加入をしてから初めてスタジオで録音されたものとなっている。新しいスタジオ録音はデヴィッド・ギルモアがプロデュースし、アンディ・ジャクソンがエンジニアを担当した。「Pan Am Shuffle」と「Carrera Slow Blues」は、1975年の『炎〜あなたがここにいてほしい』以来初めてライトと共作した曲として、また1973年の『狂気』以来初となるニック・メイスンとの共作曲として注目に値する。
サウンドトラック・アルバムはリリースされていないが、楽曲は『A Tree Full of Secrets』などの海賊盤で入手することができる。

## 収録曲
全曲、デヴィッド・ギルモア作曲（それ以外は下記参照）

### かつての録音
- "Signs of Life" (Gilmour/Ezrin) – 4:24
- "Yet Another Movie" (Gilmour/Leonard) – 6:13
- "Sorrow" – 8:46
- "One Slip" (Gilmour/Manzanera) – 5:08
- "Run Like Hell (live)" (Gilmour/Waters) – 0:49

### オリジナル楽曲
新曲はオリンピック・スタジオにて1991年11月に録音された。
- "Country Theme" – 2:01
- "Small Theme" – 7:23
- "Big Theme" – 4:10
- "Carrera Slow Blues" (Gilmour/Wright/Mason) – 2:20
- "Mexico '78" – 4:05
- "Pan Am Shuffle" (Gilmour/Wright/Mason) – 8:09